# Fever (piosenka Little Williego Johna)
Fever – piosenka napisana przez Eddiego Cooleya i Otisa Blackwella, pierwotnie nagrana przez Little Williego Johna i wydana na singlu w 1956 roku. W późniejszych latach spopularyzowana przez Peggy Lee i coverowana przez wielu innych wykonawców.

## Ogólne informacje
Piosenkę napisali Eddie Cooley i Otis Blackwell. Cooley poprosił Blackwella o pomoc w dokończeniu utworu, na co ten zgodził się, używając jednak pseudonimu John Davenport ze względu na wcześniejsze zobowiązania kontraktowe. Początkowo Little Willie Johnowi nie spodobała się piosenka, jednak został skłoniony do jej nagrania przez właściciela King Records, Syda Nathana, i producenta, Henry’ego Glovera. Wydany w kwietniu 1956, singel stał się przebojem numer 1 na liście R&B magazynu Billboard.
W roku 1958 Peggy Lee nagrała własną wersję „Fever”, z dopisanymi przez siebie partiami tekstu. Jej cover odniósł większy sukces niż oryginał, docierając do miejsca 8. listy Billboard Hot 100. Piosenka trafiła później na jej album Things Are Swingin' (1959) i została nominowana do Grammy. Wersja Peggy Lee pozostaje uznana za standardową wersję „Fever” i w takiej postaci została coverowana w późniejszych latach przez większość artystów.

## Wersja Madonny
Madonna nagrała własną, taneczną wersję „Fever” na album Erotica (1992). Piosenka została następnie wydana jako czwarty singel z tego albumu w 1993 roku, spotykając się z sukcesem komercyjnym. Teledysk do piosenki został wyreżyserowany przez Stéphane Sednaoui i użyto w nim remiksu utworu. Madonna wykonała „Fever” w programach Saturday Night Live i The Arsenio Hall Show, włączając utwór także do programu scenicznego swojej trasy Girlie Show.

### Pozycje na listach
| Lista           | Pozycja |
| --------------- | ------- |
| Francja         | 31      |
| Irlandia        | 6       |
| Nowa Zelandia   | 17      |
| Wielka Brytania | 6       |

## Inne wersje
- Elvis Presley nagrał utwór na płytę Elvis Is Back! w 1960 roku.
- Helen Shapiro nagrała „Fever” w 1964 roku. Jej wersja dotarła do 38. miejsca na brytyjskiej liście przebojów[8].
- Amanda Lear wydała własną wersję „Fever” w 1982 roku. Singel nie promował żadnego albumu, znalazł się potem na kompilacji Super 20 w 1989 roku.
- Beyoncé Knowles dokonała nagrania własnej wersji w 2003 roku na potrzeby filmu Wojna pokus, w którym wystąpiła. Po wydaniu sygnowanych swoim imieniem perfum Heat w roku 2010, artystka nagrała „Fever” ponownie i wydała jako singel promocyjny.
- Bette Midler nagrała cover utworu w 2005 i wydała go jako singel w 2006.
- Itoa (polski kolektyw grający muzykę elektroniczną) stworzyli własną interpretację utworu. Jedynym elementem wykazującym podobieństwo do oryginału są partie wokalne, zaśpiewane przez Magdę Kryzę (ztj. Poziomka, Fraise des Bois).
- James Cotton, amerykański muzyk bluesowy, nagrał cover utworu i umieścił go na płycie zatytułowanej 100% Coton, wydanej w 1974 roku.